# Komponując siebie
Komponując siebie je druhé sólové studiové album polské zpěvačky a skladatelky Sylwie Grzeszczak. Vyšlo 11. června 2013 v hudebním vydavatelství EMI Music Poland. Obsahuje 13 písní, ze kterých byly postupně zveřejněny singly „Flirt”, „Pożyczony”, „Księżniczka”, „Nowy ty, nowa ja” a „Kiedy tylko spojrzę”. Dne 6. dubna 2016 získalo album trojnásobnou platinovou desku za 90 000 prodaných nosičů.

## Seznam skladeb
| Pořadí         | Název               | Hudba                              | Text              | Délka |
| -------------- | ------------------- | ---------------------------------- | ----------------- | ----- |
| 1.             | Księżniczka         | Sylwia Grzeszczak                  | Marcin Piotrowski | 3:04  |
| 2.             | Flirt               | Sylwia Grzeszczak                  | Marcin Piotrowski | 3:07  |
| 3.             | Schody              | Sylwia Grzeszczak                  | Marcin Piotrowski | 3:32  |
| 4.             | Pożyczony           | Sylwia Grzeszczak                  | Marcin Piotrowski | 3:19  |
| 5.             | Hotel chwil         | Sylwia Grzeszczak                  | Marcin Piotrowski | 3:36  |
| 6.             | Zaćmienie           | Sylwia Grzeszczak                  | Maria Sadowska    | 4:18  |
| 7.             | Ucieknijmy stąd     | Sylwia Grzeszczak                  | Karolina Kozak    | 3:56  |
| 8.             | Własny wzór         | Sylwia Grzeszczak                  | Marcin Piotrowski | 3:09  |
| 9.             | Nowy ty, nowa ja    | Sylwia Grzeszczak                  | Marcin Piotrowski | 3:35  |
| 10.            | Zdobywamy           | Sylwia Grzeszczak                  | Marcin Piotrowski | 3:16  |
| 11.            | Flagi serc          | Bartosz Zielony, Sylwia Grzeszczak | Marcin Piotrowski | 3:40  |
| 12.            | Młody bóg           | Sylwia Grzeszczak                  | Marcin Piotrowski | 2:47  |
| 13.            | Kiedy tylko spojrzę | Sylwia Grzeszczak                  | Marcin Piotrowski | 4:01  |
| Celková délka: | Celková délka:      | Celková délka:                     | Celková délka:    | 45:39 |

## Obsazení
- Sylwia Grzeszczak – zpěv, vokály, klávesové nástroje, aranžmá
- Kuba Mańkowski – kytara
- Grzegorz Kopala – kytara
- Bogumił "Boogie" Romanowski – bicí nástroje
- Fusion Strings:
  - Ania Górecka, Paweł Futyma – housle
  - Paweł Rychlik – viola
  - Michał Świstak – violoncello
- Karol Serek – pozoun
- Ula Pietz – housle